# Манте, Юлиус

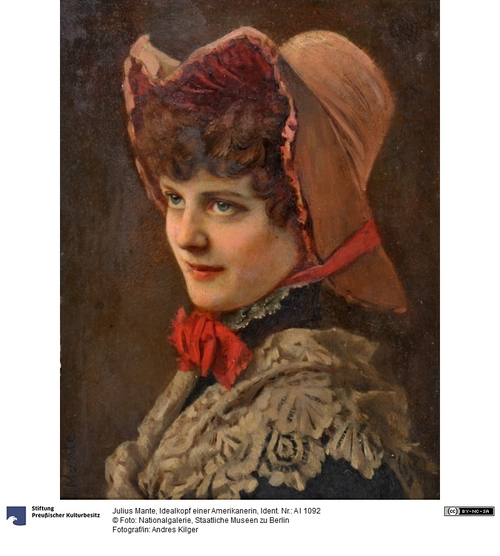
Идеальная голова американки

Юлиус Манте (нем. Julius Mante; 14 мая 1841, Берлин — 1 марта 1907 , Груневальд, Шарлоттенбург-Вильмерсдорф) — немецкий художник-портретист и жанрист. Представитель мюнхенской школы живописи.
Сын берлинского купца-протестанта. В ноябре 1864 года поступил в Королевскую академию изящных искусств в Мюнхене, учился в «классе технической живописи». До 1864 года был учеником Карла Теодора фон Пилоти.

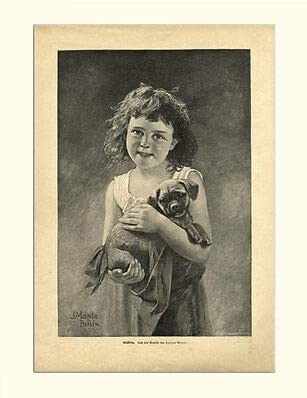
Девочка с собакой

После окончания учёбы поселился в Берлине. Был членом Берлинской ассоциации художников с 1871 до своей смерти в 1907 году. С 1871 по 1873 год жил в Риме.
Его портрет «Идеальная голова американки» находится в коллекции Старой национальной галереи в Берлине.